# Craniella abracadabra
Craniella abracadabra är en svampdjursart som beskrevs av de Laubenfels 1954. Craniella abracadabra ingår i släktet Craniella och familjen Tetillidae.
Artens utbredningsområde är havet kring Mikronesien. Inga underarter finns listade i Catalogue of Life.